# Musicaladaption
Als Musicaladaption (englisch: musical adaption oder musical adaptation) oder Musical-Adaption (von lateinisch adaptare ‚anpassen‘) bezeichnet man die Umarbeitung eines literarischen (meist epischen) Werkes oder eines Films in eine Bühnenfassung für das Musiktheater in der Form des Musicals. Neben Kurzgeschichten, Romanen und Gedichten werden von den Musicalautoren auch gern bekannte Theaterstücke zur Adaption verwendet. 
Die bekannteste Musicaladaption aus der Literatur ist das Musical „West Side Story“ von Leonard Bernstein und Stephen Sondheim aus dem Jahr 1957. Sie ist eine Adaption von William Shakespeares Tragödie Romeo und Julia und spielt im New York City der 1950er Jahre.

## Weitere Musicaladaptionen
- Katharina Knie (Musical) 1957
- Hello, Dolly! (Musical) 1964
- Cabaret (Musical) 1966
- Les Misérables 1980
- La Cage aux Folles (Musical) 1983
- Das Phantom der Oper (Musical) 1986
- Tanz der Vampire (Musical) 1997
- Frühlings Erwachen  2006
- Der Hauptmann von Köpenick (Musical)  2015